# Кокаин
Кокаин (од фр. cocaïne, од шп. coca, ултиматно од кечуаског: kúka, кока) је главни алкалоид из лишћа биљке коке (Erythroxylon coca), која расте у Колумбији, Перуу и Боливији, мада га има и у другим биљкама. Назив кокаин је изведен из имена биљке кока са додатком алкалоидног суфикса -ин. Урођеницима Јужне Америке је од давнина познато дејство ове биљке чије лишће жваћу и тиме ублажавају осећај глади и повећавају издржљивост. Кокаин је први пут изолован из лишћа коке 1860. Кокаин је безбојни кристал, растворан је у алкохолу и етру. Лишће коке се прво кваси у посудама, а потом се додаје база кречњака и затим се лупа дрвеним маљевима да би се од 295 kg лишћа добило 2 kg сировог кокаина. Кокаин је стимуланс нервног система, блокира апетит и делује као локални анестетик, јер паралише нервне завршетке, а доводи до промена у понашању и подизању енергије налик учинку амфетамина. Наиме, он је инхибитор поновног преузимања допамина, серотонина и норепинефрина, који посредује у функционалности, као што је егзогени лиганд катехоламина. Због начина на који он утиче на мезолимбни пут, кокаин ствара зависност. Ефекат кокаина даје кориснику осећај самопоуздања. Кокаин је дрога која ствара толеранцију као и све друге „дроге“, посебно ствара снажну психичку зависност. Некад искључиво богаташка дрога, кокаин је данас све доступнији и више је оних који посежу за њим. Најчешће се узима ушмркавањем, инјекцијама, те пушењем (крек). Спољашњи знаци су проблеми са спавањем, цурење из носа, сексуалне сметње, црвенило коже, проширене зенице. Готово у свим деловима света, поседовање и дистрибуција кокаина, те узгајање биљке коке је строго забрањено у немедицинске сврхе. Иако је његова употреба у јавности нелегална и строго кажњива у готово свим земљама света, његово кориштење и даље је широко распрострањено.
Кокаин је тропански алкалоид који делује као стимуланс централног нервног система (ЦНС). Као екстракт, углавном се користи рекреативно, а често и илегално због својих еуфоричних и награђујућих ефеката. У медицини га користе и староседеоци Јужне Америке у различите сврхе и ретко, али формалније, као локални анестетик од стране лекара у развијенијим земљама. Првенствено се добија из листова две врсте коке пореклом из Јужне Америке: Erythroxylum coca и E. novogranatense. Након екстракције из биљке и даље прераде у кокаин хидрохлорид (кокаин у праху), дрога се примењује ушмркавањем, топикалним наношењем на уста или раствореним и убризгавањем у вену. Такође се може претворити у слободну базу (обично крек кокаин), у којој се може загревати док не сублимира, а затим се паре могу удахнути.
Кокаин стимулише пут награђивања у мозгу. Ментални ефекти могу укључивати интензиван осећај среће, сексуално узбуђење, губитак контакта са стварношћу или узнемиреност. Физички ефекти могу укључивати убрзан рад срца, знојење и проширене зенице. Високе дозе могу довести до високог крвног притиска или високе телесне температуре. Почетак ефекта може почети у року од неколико секунди до минута употребе, у зависности од начина испоруке, и може трајати између пет и деведесет минута. Како кокаин такође има својства утрнућа и сужавања крвних судова, повремено се користи током операције на грлу или унутрашњој страни носа да би се контролисао бол, крварење и грч гласних жица.
Кокаин пролази крвно-мождану баријеру преко антипортера органских катјона везаних за протон и (у мањој мери) путем пасивне дифузије кроз ћелијске мембране. Кокаин блокира транспортер допамина, инхибирајући поновно преузимање допамина из синаптичких процепа у терминал пресинаптичког аксона; виши нивои допамина у синаптичком расцепу повећавају активацију допаминског рецептора у постсинаптичком неурону, изазивајући еуфорију и узбуђење. Кокаин такође блокира транспортер серотонина и транспортер норепинефрина, инхибирајући поновно преузимање серотонина и норепинефрина из синаптичких процепа у терминал пресинаптичког аксона и повећавајући активацију серотонинских и норепинефринских рецептора у постсинаптичком неурону, доприносећи менталним и физичким ефектима изложености кокаину.
Појединачна доза кокаина изазива толеранцију на ефекте дроге. Поновљена употреба ће вероватно довести до зависности. Зависници који се уздржавају од кокаина могу имати симптоме жудње и одвикавања од дроге, при чему су депресија, смањен либидо, смањена способност осећања задовољства и умор најчешћи. Употреба кокаина повећава укупан ризик од смрти, а интравенска употреба потенцијално повећава ризик од трауме и заразних болести као што су инфекције крви и ХИВ кроз употребу заједничких прибора. Такође повећава ризик од можданог удара, срчаног удара, срчане аритмије, повреде плућа (када се пуши) и изненадне срчане смрти. Незаконито продати кокаин може бити помешан са фентанилом, локалним анестетицима, левамисолом, кукурузним скробом, кинином или шећером, што може довести до додатне токсичности. У 2017, студија Глобалног терета болести показала је да је употреба кокаина изазвала око 7.300 смртних случајева годишње.

## Употребе
Листови коке су андске цивилизације користиле од давнина. У древној култури Вари, култури Инка, и кроз модерне наследнице аутохтоних култура Анда, листови коке се жваћу, узимају орално у облику чаја, или алтернативно, припремају се у кесици омотаној око алкалног запаљеног пепела, и држе у устима уз унутрашњи образ; традиционално се користио за борбу против ефеката хладноће, глади и висинске болести. Кокаин је први пут изолован из листова 1860. године.
Глобално, 2019. године, кокаин је користило око 20 милиона људи (0,4% одраслих од 15 до 64 године). Највећа преваленција употребе кокаина била је у Аустралији и Новом Зеланду (2,1%), затим Северној Америци (2,1%), Западној и Централној Европи (1,4%) и Јужној и Централној Америци (1,0%). Од 1961. године, Јединствена конвенција о опојним дрогама захтева од земаља да рекреативну употребу кокаина учине нелегалном. У Сједињеним Државама, кокаин је регулисан као дрога са списка II према Закону о контролисаним супстанцама, што значи да има висок потенцијал за злоупотребу, али да има прихваћену медицинску употребу. Иако се данас ретко користи у медицини, његова прихваћена употреба је као локални анестетик за горње дисајне путеве, као и за смањење крварења у устима, грлу и носним шупљинама.

### Медицинска употреба
Топикални кокаин се понекад користи као средство за локално умртвљивање и као вазоконстриктор да би помогао у контроли бола и крварења при операцији носа, уста, грла или сузних канала. Иако може доћи до неких апсорпционих и системских ефеката, употреба кокаина као локалног анестетика и вазоконстриктора је генерално безбедна, ретко изазива кардиоваскуларну токсичност, глауком и проширење зеница. Повремено, кокаин се меша са адреналином и натријум бикарбонатом и користи се локално за операције, што је формулација која се зове Мофетов раствор.
Кокаин хидрохлорид (Гопрелто), естарски локални анестетик, одобрен је за медицинску употребу у Сједињеним Државама у децембру 2017. године и индикован је за увођење локалне анестезије слузокоже за дијагностичке процедуре и операције на или кроз носне шупљине одраслих. Кокаин хидрохлорид (Нумбрино) је одобрен за медицинску употребу у Сједињеним Државама у јануару 2020. године.
Најчешће нежељене реакције код људи лечених Гопрелтом су главобоља и епистакса. Најчешће нежељене реакције код људи који се лече Нумбрином су хипертензија, тахикардија и синусна тахикардија.

### Рекреациона употреба
Кокаин је стимуланс централног нервног система. Његов ефекат може трајати од 15 минута до сат времена. Трајање дејства кокаина зависи од узете количине и начина примене. Кокаин може бити у облику финог белог праха који има горак укус. Крак кокаин је облик кокаина који се може пушити обликован у виду малог „камења” прерадом кокаина са натријум бикарбонатом (содом бикарбоном) и водом. Крак кокаин се назива „крак” због звукова пуцкетања које производи када се загреје.
Употреба кокаина доводи до повећања будности, осећаја благостања и еуфорије, повећане енергије и моторичке активности и повећаног осећања компетенције и сексуалности.
Анализа корелације између употребе 18 различитих психоактивних супстанци показује да је употреба кокаина у корелацији са другим „дрогама за забаву“ (као што су екстази или амфетамини), као и са употребом хероина и бензодиазепина, и може се сматрати мостом између употребе различитих група лекова.

#### Листови коке
У неким андским земљама, као што су Перу и Боливија, људи могу да користе листове коке легално, где се жваћу, конзумирају у облику чаја или понекад интегрирају у прехрамбене производе. Листови коке се обично помешају са алкалном супстанцом (као што је креч) и жваћу у клупко који се задржава у букалној кесици (део уста између десни и образа, слично као што се жваће дуван за жвакање) и сишу се његови сокови. Сокови се полако апсорбују од стране слузокоже унутрашњег образа и гастроинтестиналног тракта када се прогута. Алтернативно, листови коке се могу ставити у течност и конзумирати као чај. Чај од коке, инфузија листова коке, такође је традиционална метода конзумирања. Чај се често препоручује путницима у Андима како би се спречила висинска болест. Његова стварна ефикасност никада није систематски проучавана.
Године 1986, чланак у Часопису Америчког медицинског удружења открио је да америчке продавнице здраве хране продају осушене листове коке који се припремају као инфузија као „Чај Инка здравља“. Иако се на паковању тврдило да је „декокаинизован“, до таквог процеса се заправо није дошло. У чланку се наводи да испијање две шољице чаја дневно даје благу стимулацију, убрзање откуцаја срца и подизање расположења, а чај је у суштини безопасан.

#### Инсуфлација
Назална инсуфлација (колоквијално позната као „шмркање“ или „дување“) је уобичајена метода употребе рекреативног кокаина у праху. Дрога се облаже и апсорбује кроз слузокожу која покривају назалне пролазе. Жељени еуфорични ефекти кокаина су одложени када се ушмркава кроз нос за око пет минута. Ово се дешава зато што је апсорпција кокаина успорена његовим сужавајућим дејством на крвне судове носа. Инсуфлација кокаина такође доводи до најдужег периода трајања његовог дејства (60–90 минута). Приликом удисања кокаина, апсорпција кроз назалне мембране је приближно 30-60%.
У једној студији о корисницима кокаина, просечно време потребно да се постигне врхунац субјективних ефеката било је 14,6 минута. Свако оштећење унутрашњости носа је због тога што кокаин сужава крвне судове - и самим тим ограничава проток крви и кисеоника/хранљивих материја - у то подручје.
Умотане новчанице, издубљене оловке, исечене сламчице, зашиљени крајеви кључева, специјализоване кашике, дуги нокти и (чисти) апликатори за тампоне често се користе за удисање кокаина. Кокаин се обично сипа на равну, тврду површину (као што је екран мобилног телефона, огледало, футрола за ЦД или књига) и дели се на „избочине“, „црте“ или „шине“, а затим се удише. Једна студија из 2001. известила је да дељење сламки које се користе за „шмркање“ кокаина може довести до ширења крвне болести као што је хепатитис Ц.

#### Инјекција
Субјективни ефекти који обично нису заједнички са другим методама примене укључују зујање у ушима у тренуцима након ињекције (обично када је унето преко 120 милиграма) у трајању од два до 5 минута, укључујући тинитус и изобличење звука. Ово се колоквијално назива „звоњење у ушима”. У студији о корисницима кокаина, просечно време потребно да се постигне врхунац субјективних ефеката било је 3,1 минут. Еуфорија брзо пролази. Осим токсичних ефеката кокаина, постоји и опасност од циркулаторних емболија од нерастворљивих супстанци које се могу користити за сечење дроге. Као и код свих убризганих недозвољених супстанци, постоји ризик да се корисник зарази инфекцијама које се преносе крвљу ако стерилна опрема за инјектирање није доступна или се не користи.
Убризгана мешавина кокаина и хероина, позната као „спидбол”, је посебно опасна комбинација, пошто се супротни ефекти дрога заправо допуњују, али могу и прикрити симптоме предозирања. Овај материјал је био одговоран за бројне смрти, укључујући познате личности као што су комичари/глумци Џон Белуши и Крис Фарли, Мич Хедберг, Ривер Феникс, гранџ певачица Лејн Стејли и глумац Филип Симор Хофман. Експериментално, инјекције кокаина се могу давати животињама као што су воћне мушице ради проучавања механизама зависности од кокаина.

#### Удисање
Почетак еуфоричних ефеката кокаина је најбржи при уносу удисањем, након 3-5 секунди. Међутим, удисање даје најкраће трајање еуфорије (5–15 минута). Удисањем кокаинског дима који настаје када се кокаин слободне базе загреје до тачке сублимације. У студији медицинског одељења Националне лабораторије у Брукхејвену из 2000. године, заснованој на самоизвештајима 32 особе које су користиле кокаин и које су учествовале у студији, пронађен је „вршни максимум“ у просеку од 1,4 ± 0,5 минута. Показало се да производи пиролизе који се јављају само када се кокаин загрева/пуши мењају профил ефекта, i.e. анхидроекгонин метил естар, када се истовремено примењује са кокаином, повећава допамин у CPu и NAc регионима мозга, и има  M1 — и  M3 — рецепторски афинитет.
Пушење слободног кокаина се често постиже коришћењем луле направљене од мале стаклене цеви, често узете од „љубавних ружа“, малих стаклених цеви са папирном ружом које се промовишу као романтични поклони. Они се понекад називају „стабљике”, „рогови”, „бластери” и „прави стрелци”. Мали комад чистог тешког бакра или повремено јастучић за чишћење од нерђајућег челика – који се често назива „брило“ (стварни брило јастучићи садрже сапун и не користе се) или „чор“ (назван по бакарним јастучићима за чишћење бренда Чор бој) – служе као редукциона база и модулатор протока у коме се „стена” може растопити и скувати до паре. Крак се пуши постављањем на крај луле; пламен који се држи близу њега производи пару, коју затим удише пушач. Ефекти се осећају скоро одмах након пушења, веома су интензивни и не трају дуго — обично 2 до 10 минута. Када се пуши, кокаин се понекад комбинује са другим дрогама, као што је канабис, често смотани у цигару.

## Ефекти
- Учешће опиоида у смрти од предозирања кокаином у САД. Бледозелена линија је кокаин без икаквих опиоида (доња линија у 2017). Жута линија је кокаин и синтетички опиоиди осим метадона (горња линија у 2017. години).[64]
- Делфска анализа 20 популарних рекреативних дрога заснована на мишљењу стручњака у Великој Британији. Кокаин је рангиран на 2. месту у погледу зависности и физичкој штети и на 3. месту по друштвеној штети.[65]

### Акутни ефекти
Акутна изложеност кокаину има много ефеката на људе, укључујући еуфорију, убрзање откуцаја срца, повишење крвног притиска и повећање лучења кортизола из надбубрежне жлезде. Код људи са акутном изложеношћу праћеном континуираном изложеношћу кокаину при константној концентрацији у крви, акутна толеранција на хронотропне срчане ефекте кокаина почиње након око 10 минута, док акутна толеранција на еуфоричне ефекте кокаина почиње након отприлике једног сата. Уз прекомерну или продужену употребу, лек може да изазове свраб, убрзан рад срца и параноидне заблуде или сензације инсеката који пузе по кожи. Интраназална употреба кокаина и крака су повезани са фармаколошким насиљем. Агресивно понашање могу да испоље и зависници и повремени корисници. Кокаин може изазвати психозу коју карактеришу параноја, поремећено тестирање стварности, халуцинације, раздражљивост и физичка агресија. Кокаинска интоксикација може изазвати хиперсвесност, хипербудност и психомоторну агитацију и делиријум. Конзумација великих доза кокаина може изазвати насилне испаде, посебно код оних са већ постојећом психозом. Насиље у вези са краком је такође системско, а односи се на спорове између дилера крака и корисника. Акутна изложеност може да изазове срчане аритмије, укључујући атријалну фибрилацију, суправентрикуларну тахикардију, вентрикуларну тахикардију и вентрикуларну фибрилацију. Акутна изложеност може такође довести до ангине, срчаног удара и конгестивне срчане инсуфицијенције. Предозирање кокаином може изазвати нападе, ненормално високу телесну температуру и значајно повишење крвног притиска, што може бити опасно по живот, абнормалне срчане ритмове и смрт. Анксиозност, параноја и немир се такође могу јавити, посебно током пада. Код превелике дозе примећују се тремор, конвулзије и повишена телесна температура. Тешки срчани нежељени догађаји, посебно изненадна срчана смрт, постају озбиљан ризик при високим дозама због блокирајућег ефекта кокаина на срчане натријумове канале. Случајно излагање ока сублимираном кокаину током пушења крак кокаина може изазвати озбиљне повреде рожњаче и дуготрајан губитак видне оштрине.

### Хронични ефекти
Иако се то обично тврди, доступни докази не показују да је хронична употреба кокаина повезана са широким когнитивним дефицитом. Истраживања су неуверљива о губитку места стријаталног допаминског транспортера (DAT) у вези са узрастом, што сугерише да кокаин има неуропротективна или неуродегенеративна својства за допаминске неуроне. Изложеност кокаину може довести до слома крвно-мождане баријере.
Физички нежељени ефекти хроничног пушења кокаина укључују искашљавање крви, бронхоспазам, свраб, грозницу, дифузне алвеоларне инфилтрате без излива, плућну и системску еозинофилију, бол у грудима, трауму плућа, бол у грлу, астму, промукао глас, отежано дисање, диспнију (краткоћу даха) , и болан синдром сличан грипу. Кокаин сужава крвне судове, шири зенице и повећава телесну температуру, рад срца и крвни притисак. Такође може изазвати главобоље и гастроинтестиналне компликације као што су бол у стомаку и мучнина. Уобичајено, али неистинито веровање је да пушење кокаина хемијски разграђује зубну глеђ и изазива каријес. Кокаин може изазвати невољно шкргутање зубима, познато као бруксизам, што може оштетити зубну глеђ и довести до гингивитиса. Поред тога, стимуланси попут кокаина, метамфетамина, па чак и кофеина изазивају дехидрацију и сува уста. Пошто је пљувачка важан механизам у одржавању оралног pH нивоа, људи који користе кокаин током дужег временског периода и не хидрирају се довољно могу да доживе деминерализацију својих зуба због прениског pH површине зуба (испод 5,5). Употреба кокаина такође подстиче стварање крвних угрушака. Ово повећање стварања крвних угрушака се приписује повећању активности инхибитора активатора плазминогена повезаном са кокаином и повећању броја, активације и агрегације тромбоцита.
Хронична интраназална употреба може деградирати хрскавицу која раздваја ноздрве (septum nasi), што на крају доводи до њеног потпуног нестанка. Због апсорпције кокаина из кокаин хидрохлорида, преостали хидрохлорид формира разблажену хлороводоничну киселину.
Незаконито продати кокаин може бити контаминиран левамисолом. Левамисол може да нагласи ефекте кокаина. Кокаин који се користи левамисолом је повезан са аутоимунском болешћу.
Употреба кокаина доводи до повећаног ризика од хеморагичног и исхемијског можданог удара. Употреба кокаина такође повећава ризик од срчаног удара.

### Зависност
Сродници особа зависних од кокаина имају повећан ризик од зависности од кокаина. Зависност од кокаина се јавља преко прекомерне експресије ΔFosB у nucleus accumbens, што резултира измењеном регулацијом транскрипције у неуронима унутар nucleus accumbens. Утврђено је да се нивои ΔFosB повећавају након употребе кокаина. Свака следећа доза кокаина наставља да повећава нивое ΔFosB без границе толеранције. Повишени нивои ΔFosB доводе до повећања нивоа неуротрофног фактора који потиче из мозга (BDNF), што заузврат повећава број дендритских грана и бодљи присутних на неуронима укљученим у nucleus accumbens и префронтални кортекс подручја мозга. Ова промена се може идентификовати прилично брзо и може се одржати недељама након последње дозе лека.
Трансгени мишеви који показују индуцибилну експресију ΔFosB првенствено у nucleus accumbens и дорзалном стриатуму показују сензибилизоване бихејвиоралне одговоре на кокаин. Они сами дају кокаин у нижим дозама од контролне, али имају већу вероватноћу рецидива када се лек обустави. ΔFosB повећава експресију подјединице AMPA рецептора GluR2 и такође смањује експресију динорфина, чиме се повећава осетљивост на награду.
Оштећење ДНК се повећава у мозгу глодара давањем кокаина. Током поправке ДНК таквих оштећења, може доћи до упорних промена хроматина као што је метилација ДНК или ацетилација или метилација хистона на местима поправке. Ове промене могу бити епигенетски ожиљци у хроматину који доприносе перзистентним епигенетским променама које се налазе код кокаинске зависности.
Код људи, злоупотреба кокаина може изазвати структурне промене у можданој повезаности, мада је нејасно у којој мери су те промене трајне.

### Зависност и повлачење
Зависност од кокаина се развија чак и након кратких периода редовне употребе кокаина и производи стање одвикавања са емоционално-мотивационим дефицитима након престанка употребе кокаина.

### Током трудноће
Крак беба је термин за дете које је родила мајка која је током трудноће користила крак кокаин. Претња коју употреба кокаина током трудноће представља за фетус сада се сматра преувеличаном. Студије показују да пренатална изложеност кокаину (независно од других ефеката као што су, на пример, алкохол, дуван или физичко окружење) нема значајан утицај на раст и развој у детињству. Међутим, званично мишљење Националног института за злоупотребу дрога Сједињених Држава упозорава на ризике по здравље, истовремено упозоравајући на стереотипе:
Многи се сећају да су „крак бебе“, или бебе које су родиле мајке које су користиле крак кокаин док су биле трудне, својевремено многи отписали као изгубљену генерацију. Предвиђено је да ће испаштити од тешких, неповратних оштећења, укључујући смањену интелигенцију и друштвене способности. Касније се показало да је ово било велико претеривање. Међутим, чињеница да већина ове деце изгледа нормално не треба превише тумачити као да указује на то да нема разлога за забринутост. Користећи софистициране технологије, научници сада откривају да изложеност кокаину током феталног развоја може довести до суптилних, али значајних, каснијих дефицита код неке деце, укључујући дефиците у неким аспектима когнитивног учинка, обраде информација и пажње на задатке – способности које су важне за успех у школи.
Постоје и упозорења о опасностима при дојењу: организација March of Dimes каже да је „вероватно да ће кокаин стићи до бебе кроз мајчино млеко“ и саветује следеће у вези са употребом кокаина током трудноће:
Употреба кокаина током трудноће може утицати на трудницу и њену нерођену бебу на много начина. Током раних месеци трудноће, може повећати ризик од побачаја. Касније у трудноћи, може изазвати превремени порођај (порођај који се јавља пре 37. недеље трудноће) или узроковати лош раст бебе. Као резултат тога, већа је вероватноћа да ће се бебе изложене кокаину од беба које нису биле изложене родити са малом порођајном тежином (мање од 5,5 lb or 2,5 kg). Бебе са ниском порођајном тежином имају 20 пута веће шансе да умру у првом месецу живота него бебе нормалне тежине и суочавају се са повећаним ризиком од доживотних инвалидитета као што су ментална ретардација и церебрална парализа. Бебе изложене кокаину такође имају мање главе, које углавном одражавају мањи мозак. Неке студије сугеришу да су бебе изложене кокаину под повећаним ризиком од урођених мана, укључујући дефекте уринарног тракта и, могуће, срчане мане. Кокаин такође може да изазове мождани удар, неповратно оштећење мозга или срчани удар код нерођене бебе.

### Морталитет
Особе које редовно или проблематично користе кокаин имају значајно већу стопу смртности, а посебно су изложене већем ризику од трауматских смрти и смрти које се могу приписати заразној болести.

## Историја

### Лишће коке
Хиљадама година, јужноамеричко домородачко становништво је жвакало лишће коке (Erythroxylon coca), биљке која садржи храњиве састојке као и бројне алкалоиде, укључујући и кокаин. Лишће се жвакало, и жваче се, готово универзално у неким домородачким племенима. У близини неких пронађених мумија из Перуа нађени су остаци лишћа коке, а керамика из тог периода је била осликана људима чија су уста била пуна нечега, као да жваћу. Такође постоје докази да су ове културе користиле мешавину лишћа коке и пљувачке као анестетик при трепанацији (хируршком отварању лобање).
Када су Шпанци колонизовали Јужну Америку, првобитно су игнорисали тврдње домородаца да им лишће коке даје снагу и енергију, већ су праксу њеног жвакања прогласили ђавољим делом. Међутим, након што су се уверили да су те тврдње истините, легализовали су употребу коке и почели је опорезивати по стопи од 10%. Године 1569, Николас Монардес је описао обичаје домородаца о жвакању мешавине дувана и лишћа коке чиме су постизали „велико задовољство”:
[...када су желели] да се опијају и [...] буду ван разума [жвакали су мешавину дувана и лишћа коке ...] од чега су изгледали као да су без умова [...]
Године 1609, свештеник Блас Валера је написао: Кока штити тело од многих болести, па су је многи наши лекари користили у облику праха за смањивање натечених рана, јачање пребијених костију, лечење прехладе и слично. Користили су је и у лечењу загнојених рана. Па кад има толико позитивних ефеката при лечењу болести, како може имати бар један ефекат у телу оних који је једу?

### Изолација
Иако је биљка кока била вековима позната по својим стимулативним и прехрамбеним особинама, до изолације алкалоида кокаина је дошло тек 1855. године. Бројни европски научници су покушали да изолују кокаин, али све до тада нису успели из два разлога: хемија није било довољно напредна, те кока није била доступна у Европи, јер тамо није расла, а кокаин се губио током транспорта преко океана.
Немачки хемичар Фридрих Гедке је први изоловао кокаин 1855. године. Гедке му је дао име алкалоид еритроксилин, а откриће објавио у журналу Archiv der Pharmazie. Годину касније, 1856, Фридрих Вехлер је затражио да му се пошаље велика количина лишћа коке из Јужне Америке, које је три године касније и добио. Вехлер је коку проследио Алберту Ниману, професору на Универзитету у Гетингену, који је развио напредни процес издвајања кокаина
Ниман је описао сваки корак који је учинио при изолацији кокаина у својој докторској дисертацији Über eine neue organische Base in den Cocablättern (О новој органској бази у лишћу коке) објављеној 1860. године. То му је донело титулу редовног професора, а данас се оригинални рад чува у Британској библиотеци. Писао је о провидним безбојним кристалима алкалоида, о његовим базним реакцијама у раствору, горком укусу, појачавању излучивања и да када се стави на језик даје осећај необичне апатије након чега следи осјећај хладноће. Ниман је алкалоиду дао име кокаин (попут осталих алкалоида има суфикс -ин, из латинског -ина). Прва синтеза и објашњење структуре молекула кокаина је заслуга Рихарда Вилштетера из 1898. године. Процес синтезе кокаина се одвија у пет фаза, а започиње тропиноном, сличним природним производом.

### Употреба у медицини
Убрзо након открића новог алкалоида, европски лекари су открили и користили својства биљке кока.
Године 1879, Васили вон Анреп са Универзитета у Вирцбургу је извео експеримент како би демонстрирао аналгетске особине новооткривеног алкалоида. Припремио је две одвојене посуде, једну са раствором кокаина и соли, а другу са обичном сланом водом. Затим је у сваку посуду уронио жабље ноге, једне у раствор кокаина а другу у контролну посуду, те их наставио стимулирати на разне начине. Ноге које су биле уроњене у отопину кокаина су реаговале доста различито него оне које су биле у сланој води.
Карл Колер (блиски сарадник Фројда, који је касније писао о кокаину) је експериментисао са кокаином у офталмолошке сврхе. У једном експерименту који је извео 1884. године, примењивао је раствор кокаина на себи, капајући га у очи. Његови налази су објављени Хејделбершком офталмолошком друштву. Исте године, Јелинек је објавио анестетичке ефекте кокаина на респираторни систем. Наредних година, настављена су испитивања особина кокаина као нервног и локалног анестетика.

### Популаризација
Године 1859, италијански лекар Паоло Мантегаза, вратио се из Перуа где је био сведок употребе коке од стране домородаца. Наставио је да експериментише са коком на себи и након повратка у Милано, где је написао дело у којем је описао резултате свог истраживања. У том делу он је коку и кокаин (у то време су се та два појма поистовећивала) прогласио корисним у медицини, при третманима „појаве наслага на језику, надутости у стомаку и бељења зуба”.
Хемичар Ангело Маријани, који је накнадно прочитао рад Мантегазе, брзо се заинтересовао за коку и њен привредни потенцијал. Године 1863, Маријани је започео да промовише вино звано Вино Маријани, у које је био додат екстракт лишћа коке, а касније је добило име кокавино. Етанол у вину је деловао као растварач и извлачио је кокаин из екстракта кока лишћа, мењајући ефекте пића. Пиће је садржавало око 6  кокаина по унци вина, мада је вино Маријани које је ишло за извоз имало 7,2  кокаина по унци због конкуренције са другим сличним пићима на тржишту САД. Оригинални рецепт Џона Пембертона за Кока-колу из 1886. године садржавао је и мало лишћа коке, мада је компанија почела користи декокаинизирано лишће након 1906. године, пошто је у САД усвојен Закон о чистоћи хране и лекова (Pure Food and Drug Act). Стварну количину кокаина коју је садржавала Коца-кола током првих 20 година њене производње је данас готово немогуће одредити.
Од 1879. године, кокаин се почео користити у сврху одвикавања од морфина. Кокаин је уведен у клиничку употребу као локални анестетик 1884 године у Немачкој, отприлике у исто време када је Зигмунд Фројд објавио свој рад Über Coca (О коки), у којем је писао да кокаин изазива узбуђење и дуготрајну еуфорију, која се не разликује о нормалне еуфорије код здраве особе... Код особе се појачава самоконтрола и добија више виталности и капацитета за рад... Другим речима, особа је наизглед готово нормална и веома је тешко поверовати да је под утицајем дрога... Дуги интензивни физички рад обавља без икаквог умора... Особа ужива у ефектима без било каквих негативних осећаја које би уследили након сличног узбуђења при кориштењу алкохола... Не јавља се никаква зависност за даљње кориштење кокаина након првог узимања, или чак након поновог узимања дроге...
Године 1885. амерички произвођач Парке-Давис је продавао кокаин у различитим облицима, укључујући цигарете, пудер, па чак и кокаин смесу која се могла убризгати директно у вене путем игле. Фирма је обећала да ће се њихови кокаински производи моћи „користити уместо хране, чинити кукавице храбрим, ћутљиве речитим... учинити болесне неосетљивим на бол”.
До краја викторијанске ере, кориштење кокаина се у књижевности сматрало пороком. На пример, у делима Артура Конана Дојла, Шерлок Холмс га је понекад себи убризгавао.

### Забрана
Почетком 20. века, особине кокаина као дроге су постаје очите те је јавност почела да буде свесна проблема злоупотребе кокаина у свету. Амерички фармацијски журнал (American Journal of Pharmacy) је објавио 1903. године да кокаин највише користе: коцкари, проститутке, пљачкаши, ноћни чувари, портири и генерално многи радници из нижих слојева друштва. Године 1914, др. Кристофер Кох из Фармацијског одбора државе Пенсилванија (Pennsylvania's State Pharmacy Board) изјавио је како употреба кокаина међу црнцима директно утиче на повећање броја напада на жене белаца на југу САД. Таква нагађања те бројна писања у медијима су потпомогла да се створе предрасуде о масовној употреби кокаина међу црнцима на југу САД, иако нема доказа да се кокаин заиста употребљавао у толикој мери. Исте године, донесен је закон којим се забрањује продаја и дистрибуција кокаина у САД. Тим законом (Harrison Narcotics Tax Act) се кокаин погрешно сврстао у наркотике а таква класификација се задржала и у данашњој култури. Међутим, данашње научно тумачење сврстава кокаин у стимулансе. Иако је у САД његово кориштење и производња технички незаконита, ипак је то допуштено регистрованим компанијама и појединцима. Због таквих нејединствених мишљења, још увек је актуелна морална дебата о легализацији кориштења кокаина у Сједињеним Америчким Државама.

### Употреба данас
У многим земљама, кокаин је данас популарна дрога. У САД, развојем тзв. крека, кокаин је уведен у општу употребу међу сиромашнијим градским становништвом. Његова употреба у виду праха је остала мање-више подједнака, са максимумом током касних 1990-их и почетком 21. века. Последњих неколико година, значајно је порасла његова употреба у Уједињеном Краљевству. Сматра се да данас не постоји никаква разлика међу корисницима кокаина у смислу демографије, пола, старости; економског, социјалног, политичког, расног или религијског положаја.

## Биосинтеза
Прву синтезу молекула кокаина је извршио Рихард Вилштетер 1898. године. Његова синтеза је имала за основу тропинон, уз помоћ којег је деривирао кокаин. Након тога, научници Роберт Робинсон и Едвард Лит су дали значајан допринос у разумевању механизма синтезе кокаина.

### Биосинтеза-метил-пиролинијум катјона
Биосинтеза у биљци почиње са L-глутамином, од којег настаје L-орнитин. Значај у синтези тропанског прстена L-орнитина и L-аргинина доказао је Едвард Лит 1954 године. Од орнитина, путем декарбоксилације зависне од пиридоксал фосфата, настаје путресцин. Међутим, код животиња путресцин се деривира из орнитина унутар циклуса урее. L-орнитин прелази у L-аргинин, а који се затим декарбоксилује преко ПЛП те формира агматин. Хидролиза имина даје N-карбамоилпутресцин те се даљњом хидролизом урее формира путресцин. На тај начин се може повући паралела у различитим стазама претварања орнитина у путресцин код биљака и животиња. N-метилација путресцина зависна од САМ даје као производ N-метилпутресцин, који се даље подвргава оксидативној деаминацији деловањем диамин оксидазе те се добија аминоалдехид. Формирање Шифовове базе доказује биосинтезу N-метил-Δ1-пиролинијум катјона.

### Биосинтеза кокаина
Додатни атоми угљеника који су неопходни за синтезу кокаина се добијају из ацетил-КоА, путем додавања две ацетил-КоА јединице на N}--метил-Δ1-пиролинијум катјон. Прво додавање је реакција слична Маниховој реакцији са енолатним анјоном из ацетил-КоА која делује као нуклеофил према пиролинијум катјону. Друго додавање се дешава путем Клејсенове кондензације. Овим се формира рацемска мешавина двоструко супституираног пиролидина, са задржвањем тиоестера из Клејсенове кондензације. При формирању тропинона из рацемског етил-[2,3-13C2]4(Nметил-2-пиролидинил)-3-оксобутаноата, не постоји преферирање ни једног стереоизомера. У току биосинтезе кокаина, само (S)-енантиомер се може циклично спојити у систем тропанског прстена кокаина. Стереоселективност ове реакције је даље истраживана путем студије дискриминације прохиралног метиленског водоника. Сматра се да се ово дешава због додатног хиралног центра на другом атому угљеника. Овај процес се одвија путем оксидације, којом се регенерише пиролинијум катјон и формира енолатни анјон, те унутармолекулска Манихова реакција. Систем тропанског прстена се хидролизује, затим метилише, те редукује путем NADPH у сврху формирања метилекгонина. Бензоилска функционална група неопходна за формирање кокаин диестера се синтетише из фенилаланина преко цинамичке киселине. На крају, комбинацијом две јединице бензоил-КоА добија се кокаин.

### Редукција тропинона
Као међупроизвод при редукцији тропинона појављују се ензими редуктазе зависни од NADPH, који су карактеристични за многе биљне врсте. Све ове биљне врсте имају два типа ензима редуктазе, тропинон редуктазу I (TR I) и тропинон редуктазу II (TR II). TR I даје тропин, а TR II даје псеудотропин. Због различитих кинетичких карактеристика и  активности ензима, те 25 пута веће активности TR I у односу на TR II, при реакцији редукције тропинона се углавном производи тропин.

## Фармакологија

### Изглед
Кокаине у свом најчистијем облику је бели, кристални производ. Кокаин који се појављује у облику праха је со, обично хидрохлорид. Кокаин на црном тржишту се најчешће измењен разним праховима и додацима како би се повећала његова тежина; најчешће му се додају сода, шећери попут лактозе, декстрозе, инозитола, манитола и други; локални анестетици као што су лидокаин или бензокаин и други. Кокаин се може мешати и са другим стимулансима попут метамфетамина. Загађени кокаин није потпуно бео, него донекле крем или незнатно ружичаст. Боја кокаина зависи од неколико фактора укључујући и порекло коке, начин производње (са амонијаком или содом) те присуство нечистоћа, а може бити од потпуно беле до жућкасте, крем све до светлосмеђе. У зависности од додатака, поред боје, разликује се и текстура, почев од ситног праха, понекад доста уљастог до чврсте, кристалне структуре.

### Облици кокаина

#### Соли
Кокаин, као и многи алкалоиди, може да гради разне соли, као нпр. хидрохлорид (HCl) и сулфат (-SO4). Различите соли имају и различиту растворљивост у растварачима. Кокаин хидрохлорид као и многи слични хидрохлориди алкалоида је поларан и растворљив у води.

#### Базе
Као што и име говори, слободна база (freebase) је базна форма кокаина, поред форме кокаинске соли. Готово је нерастворљива у води, док је његов хидрохлорид растворљив.
Пушење кокаина у облику базе има додатни ефект испуштања метилекгонидина у организам корисника због пиролизе супстанци, што представља пратећи ефект који се не јавља при кориштењу кокаина путем ушмркавања праха или интравенозног убризгавања. Одређене студије су показале да пушење базног кокаина може бити много отровније од других начина употребе кокаина, због ефекта метилекгонидина на ткиво плућаи јетре.
Чисти кокаин се добија неутрализацијом соли његових реактаната са базним раствором чиме настаје неполарни базни кокаин. Он се даље прочишћава путем издвајања течности из раствора.

#### Крек
Крек је базни облик кокаина значајно слабије чистоће, а као примесу садржи натријум бикарбонат. Крек се најчешће конзумира пушењем. Назив crack је настао по узору на ономатопеју крцања (crack = кврц, крак), звук који настаје када се загрева кокаин који садржи нечистоће и примесе.

#### Инфузије из лишћа коке
Инфузија из лишћа коке (такође позната и као кока чај) се користи у земљама у којима се узгаја кока као уобичајени биљни лек. Слободна и легална комерцијализација осушеног лишћа коке у облику филтер кесица „чаја” се већ дуги низ година активно промовише од стране влада Перуа и Боливије у виду пића са медицинским особинама. Посетиоцима древних градова Куско у Перуу и Ла Паз у Боливији се као добродошлица нуди екстракт лишћа коке (сервиран као чај са целим листовима), у сврху да се помогне придошлицама да превазиђу симптоми висинске болести. Као последица тог чаја јавља се блага стимулација и побољшавање расположења. Овај чај не производи приметне ефекте утрнућа уста нити даје ефекте дрогираности као при ушмркавању кокаина. У сврху промоције и декриминализације овог начина употребе лишћа коке, његови заговорници објављују непроверене студије и концепте да се конзумирањем лишћа или чаја коке, у организам уносе различити алкалоиди који су значајно различити од стандардног чистог кокаина.
Чак се ишло дотле да су промовисали чај као начин за одвикавање од зависности од кокаина. У једној контроверзној објављеној студији, инфузије од лишћа коке су даване групи од 23 кокаинска зависника у Лими у Перуу. Као резултат кориштења чаја, узимање дроге је смањено са 4 пута месечно пре третмана на једном месечно после третмана. Дужина апстиненције се продужила са просечно 32 дана пре третмана на 217 дана после третмана. Ова студија је наводно сугерисала да кориштење чаја од лишћа коке може бити успешан начин одвикавања од кокаина. Међутим, важан резултат ове студије је налаз да је примарна фармаколошки активна супстанца из чаја у ствари кокаин, а не неки други алкалоиди.
Метаболит кокаина бензоилекгонин може бити откривен и доказан у урину особе неколико сати након пијења једне шољице кока чаја.

### Физиолошки механизам
Фармакодинамика кокаина укључује сложене везе неуротрансмитера (инхибирање упијања моноамина код пацова са односом серотонина наспрам допамина од 2:3, те серотонина наспрам норепинефрина 2:5). Највише испитивани ефекат кокаина на централни нервни систем је блокирање протеина транспортера допамина. Трансмитер допамин се ослобађа током неуросигнализације, и нормално се рециклира преко транспортера; односно транспортер веже трансмитер и испумпава га из синаптичке везе назад у пресинаптички неурон, где се складишти у весикулама. Кокаин се чврсто веже на транспортер допамина формирајући комплекс који блокира функције транспортера. Тако транспортер допамина не може више да врши своју функцију те се допамин накупља на синаптичкој вези. Овим настаје јачи и продужени постсинаптички ефекат допаминског сигнала на рецепторима допамина неурона који прима сигнал. Продужено излагање утицају кокаина, које се дешава дуготрајним и честим конзумирањем дроге, води до хомеостатичке дерегулације нормалне допаминске сигнализације тако што се дерегулишу рецептори допамина а појачава провођење сигнала. Смањивање допаминске сигнализације након хроничног кориштења кокаина може довести до јаких депресија и повећања осетљивости овог важног можданог циклуса награђивања што води поновљеном узимању кокаина да би се вратили његови ефекти (само узимање кокаина се осети као награда својим замрлим чулима). Ова преосетљивост на крају води до стварања зависности.
Подручја мозга која су богата допамином су најчешћа места истраживања зависности од кокаина. Од нарочитог научног занимања је путања која се састоји од допаминергичких неурона које се налазе у вентралном тегменталном подручју које завршава у акумбенсу језгра. Ова пројекција можда има функцију као центар за награђивање у смислу активирања при одговору на злоупотребу дроге попут кокаина слично као и природне реакције при узимању хране или сексу. Док је тачна улога допамина при субјективном осећању награђивања доста контроверзна према мишљењима већине неуроистраживача, испуштање допамина у акумбенс језгра се готово недвосмислено сматра барем делимично одговорним за кокаинске ефекте награђивања. Ова хипотеза се највећим делом заснива на истраживачким подацима и експериментима на пацовима који су навикнути да сами узимају кокаин. Ако се допамински антагонисти убризгају директно у акумбенс језгре, пацови који су се навикнули на кокаин ће престати да одговарају на стимуланс што индицира да кокаин не показује више усиљену реакцију награђивања.
Кокаин утиче на сигма рецепторе, јер он има функцију као антагонист сигма лиганда. Такође, доказано је да делује и на друге специфичне рецепторе као што су НМДА и рецептор допамина Д1. Кокаин блокира јонске канале, те тако, као и лигнокаин и новокаин, делује као локални анестетик. Он узрокује и вазоконстрикцију, односно сужава крвне судове, те може смањити крварење при мањим оперативним захватима. Пошто и никотин повећава нивое допамина у мозгу, многи корисници кокаина су приметили да кориштењем дуванских производа заједно са кокаином још више појачава еуфорију. Међутим, ово може имати и неочекиване негативне последице као што је неконтролисана зависност од пушењу током употребе кокаина (чак и код корисника који обично не пуше цигарете), поред познатих негативних утицаја на здравље које изазивају дувански производи. Кокаин често може да узрокује смањење узимања хране, те може код корисника да доведе до губитка апетита, па чак и тешких облика потхрањености и значајног губитка телесне тежине. Ефекти кокаина се могу појачати и када је корисник окружен новим, другачијим окружењем или када је изложен новим начинима стимулације.

### Метаболизам и излучивање
Кокаин се изразито много метаболише, највећим делом у јетри, док се само 1% излучује непромењено путем урина. У процесу метаболизма доминира хидролитичка естерификација, тако да се кокаински метаболити састоје угавном од бензоилекгонина (БЕ), као основног метаболита и других значајних метаболита у мањим количинама, као што су екгонин метил естер (ЕМЕ) и екгонин. Остали мање значајни метаболити кокаина су норкокаин, -хидроксикокаин, -хидроксикокаин, -хидроксибензоилекгонин (pOHBE) и m-хидроксибензоилекгонин. Ово не укључује метаболите који настају поред стандардног процеса метаболизма унутар људског организма, као нпр. путем пиролизе.

### Утицај на здравље
Сматра се да су здравствени проблеми који се јављају при кориштењу легално дозвољених дрога, попут алкохола и дувана релативно већи од оних који настају при употреби кокаина, док повремено кориштење кокаина не води тешким, па чак ни мањим, психичким или социјалним проблемима. У зависности од количине узетог кокаина, његове чистоће и начина узимања, ефекти могу трајати од 20 минута до неколико сати. Почетни знаци стимулације су хиперактивност, повећање крвног притиска, убрзање рада срца те еуфорија. Након почетне еуфорије може се јавити осећај неугоде, апатије, депресије, параноје, те поновна жеља за узимањем кокаина. Такође, може се јавити и појачана сексуална жеља.
При дуготрајној и прекомерној употреби, кокаин доводи до сврбежа, тахикардије, халуцинација и параноје. Прекомерне дозе доводе и до срчане аритмије и значајног раста крвног притиска. Ово може довести и до смрти уколико корисник има срчане проблеме и болести. Смртоносна доза код мишева (ЛД50) износи 95,1 .
Званично, медицина не познаје одређени противотров за прекомерну дозу кокаина, мада су одређена испитивања на животињама показала да лекови попут дексмедетомидина и римказола могу помоћи у тим случајевима.

## Законска регулатива
Производња, транспорт и продаја кокаина и производа кокаина је ограничена и забрањена у већини земаља света, као и Конвенцијом УН против нелегалне трговине дрогама и психотропних супстанци. У САД, производња, увоз, поседовање и продаја кокаина је додатно забрањена 1970 године Законом о контролисаним супстанцама (Controlled Substances Act). Међутим, у свакој америчкој савезној држави је посебно санкционисано поседовање и трговина кокаином, тако да се казне крећу од 1000 до 500 хиљада долара и 4 месеца до 10 година затвора за поседовање кокаина. Казне за трговину кокаином се крећу од 2500 до милион долара и једну годину затвора до казне доживотног затвора. У периоду од 1. јануара 2005 до 31. децембра 2007 године, на подручју САД је ухапшено и осуђено преко 10 хиљада особа због поседовања и трговином кокаином. Преко 90% од њих је оптужено за трговину и дистрибуцију кокаина.
У неким земљама, као што су Перу и Боливија, законски је дозвољен узгој биљке кока у сврху традиционалне употребе домородачког становништва, али се забрањује производња, продаја и употреба кокаина. У неким деловима Европе и Аустралије, дозвољена је употреба кокаина само у медицинске сврхе.
По подацима УН-а, у току 2004 године у свету је заплењено и одузето 589 тона кокаина. Од тога, највише у Колумбији 188 тона, САД 166 тона, Европи 79 тона, Перуу 14 тона, Боливији 9 тона, те 133 тоне у осталим државама.

## Раширеност и трговина
Процењује се да је вредност кокаина који се годишње прода на црном тржишту у САД у току 2005. године износи преко 70 милијарди УС долара. Постоји изузетно велика потражња за кокаином, нарочито међу корисницима са натпросечним примањима. Популарност кокаина је нарочито изражена међу младима, где кокаин ужива статус дроге за забаве и дроге за дискотеке.